# Cooperativa (España)
Una cooperativa es una asociación autónoma de personas unidas voluntariamente para formar una organización democrática cuya administración y gestión debe llevarse a cabo de la forma que acuerden los socios, generalmente en el contexto de la economía de mercado o la economía mixta, aunque las cooperativas se han dado también como parte complementaria de la economía planificada. 

## Historia
Como referente histórico, las colectividades surgidas durante el Golpe de Estado de 1936 fueron una significativa experiencia de una sociedad cooperativista y autogestionada.
Hoy en día se encuentra en España el mayor grupo cooperativista del mundo, la Corporación Mondragón, fundada por el sacerdote vasco P. José María Arizmendiarrieta, conocido como el "apóstol de la cooperación" y que tiene introducida su causa de canonización.

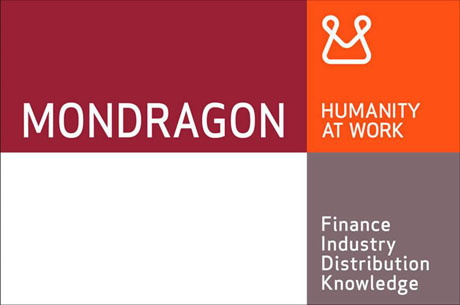

Mondragon es una organización empresarial cooperativa vasca integrada por cooperativas autónomas e independientes que compite en los mercados internacionales, que utiliza métodos democráticos en su organización societaria, y que aspira a la creación de empleo, a la promoción humana y profesional de sus trabajadores y al desarrollo de su entorno social.

## Normativa
En España las cooperativas se hallan reguladas actualmente por diversas Leyes autonómicas de cooperativas. La Ley estatal 27/1999 del 16 de julio, de Cooperativas se aplica a las sociedades cooperativas que desarrollen su actividad cooperativizada bien en el territorio de varias comunidades autónomas, o bien realicen principalmente su actividad cooperativizada en las ciudades de Ceuta y Melilla.

## Régimen fiscal
La Ley 20/1990, de 19 de diciembre, sobre Régimen Fiscal de las Cooperativas divide a las cooperativas entre no protegidas, protegidas y especialmente protegidas.

## Clases
De acuerdo con la Ley 27/1999, de Cooperativas, una cooperativa puede pertenecer a alguna de las siguientes clases:
- Cooperativa de trabajo asociado.
- Cooperativa de consumidores y usuarios. Hispacoop agrupa a las cooperativas de consumidores y usuarios.
- Cooperativa de viviendas. Filosóficamente las cooperativas de viviendas son una especialización de las cooperativas de consumo. En alguna legislación autonómica pertenecen a la misma clase cooperativa, pero en general están separadas. De hecho, en la legislación nacional son clases distintas. Las cooperativas de vivienda se agrupan en CONCOVI.
- Cooperativa agraria.
- Cooperativa de explotación comunitaria de la tierra.
- Cooperativa de servicios.
- Cooperativa del mar.
- Cooperativa de transportistas.
- Cooperativa de seguros.
- Cooperativa sanitaria.
- Cooperativa de enseñanza.
- Cooperativa de crédito.
- Cooperativas integral, aquella que, con independencia de su clase, su actividad cooperativizada es doble o plural, cumpliendo las finalidades propias de diferentes clases de cooperativas en una misma sociedad.
- Cooperativa de iniciativa social, aquella cooperativas que, sin ánimo de lucro y con independencia de su clase, tienen por objeto social, bien la prestación de servicios asistenciales mediante la realización de actividades sanitarias, educativas, culturales u otras de naturaleza social, o bien el desarrollo de cualquier actividad económica que tenga por finalidad la integración laboral de personas que sufran cualquier clase de exclusión social y, en general, la satisfacción de necesidades sociales no atendidas por el mercado. A las cooperativas de iniciativa social se les aplicarán las normas relativas a la clase de cooperativa a la que pertenezca.
- Cooperativa mixta, aquellas en las que existen socios cuyo derecho de voto en la Asamblea General se podrá determinar, de modo exclusivo o preferente, en función del capital aportado en las condiciones establecidas estatutariamente, que estará representado por medio de títulos o anotaciones en cuenta y que se denominarán partes sociales con voto, sometidos a la legislación reguladora del Mercado de valores.